# Єврейський музично-драматичний театр імені Шолом-Алейхема
Єврейський музично-драматичний театр ім. Шолом-Алейхема (ЄМДТ) — київський професійний єврейський театр, що позиціонується як спадкоємець традицій Київського державного єврейського театру (Київський ГОСЕТ).

## Загальна інформація
Театр ім. Шолом-Алейхема заснований у 1990 році Авігдором Фрейдлісом, онуком художнього керівника Київського ГОСЕТу у 1939—1950 рр Мойсея Гольдблата.
На відміну від Київського ГОСЕТу, який до руйнування Хрещатика у вересні 1941 р. був розташований за адресою вул. Хрещатик, 29 у Пасажі, сучасний театр ім. Шолом-Алейхема не має власного приміщення.
ЄМДТ є лауреатом 7-го Міжнародного фестивалю країн Причорноморського клубу «Homo Ludens» (2013 р.), нагороджений дипломом 7-го міжнародного фестивалю етнічних театрів України та єврорегіону «Етно-Діа-Сфера» (2006 р.), дипломом фестивалю толерантності у рамках днів пам'яті жертв Голокосту в Петербурзі (2007 р.) та іншими нагородами.

## Репертуар
Репертуар театру оновлюється щороку. Поточний репертуар та афіші публікуються на сторінці театру на фейсбук.
Критики звертають увагу на те, що у репертуарі театру є і серйозні п'єси, і веселі мюзікли, наприклад, музичний фарс «Царство небесне» за мотивами творів Шолом-Алейхема.
В різний час театр ставив п'єси за мотивами творів І. Башевіса-Зінгера, Б. Брехта, А. Галіна, В. Гроссмана, С. Злотникова, Є. Ісаєвої, З. Сагалова, Ф. Кривіна, А. Фрідланда, М. Шаєвича, В. Шендеровича.
ЄМДТ першим в Україні поставив п'єсу на основі драматичної поеми Лесі Українки «На руїнах» та комічну оперу Д. Менотті «Телефон» англійською мовою.

## Трупа
Творчий колектив Єврейського музично-драматичного театру ім. Шолом-Алейхема:
- Авігдор Фрейдліс, художній керівник театру, заслужений артист України, член Національного союзу театральних діячів України, член Національного союзу діячів мистецтв Ізраїлю
- Анатолій Макаровський (вбитий у 2013 р.[10]), музичний керівник театру, заслужений артист України
- Тетяна Баранець — акторка драми
- Олександр Герасимчук — актор драми
- Юлія Кубіна — акторка драми
- Олексій Кубін — актор драми
- Марія Компанець — акторка драми
- Валентин Кисельков — актор драми
- Вячеслав Рак — режисер театру, актор драми
- Марія Самойленко — акторка драми
- Володимир Федоров — актор драми, заслужений артист України
- Олена Барикіна — артистка-вокалістка
- Віолетта Дранга — артистка-вокалістка
- Вікторія Задворна — артистка-вокалістка
- Ася Політова — артистка-вокалістка
- Сабіна Рагімова — артистка-вокалістка
- Денис Снігірь — артист-вокаліст
- Катерина Алексєєва — акторка драми

## Історія
Відродження єврейського театру в Києві почалося з «капусника» у травні 1990 року. Того ж року було зареєстровано госпрозрахунковий театр-студію. Першу виставу грали за мотивами книжки Е. Севели «Зупиніть літак, я злізу!».
У 1992—1994 роках засновник театру Авігдор Фрейдліс виїхав до Ізраїлю для захисту дипломної роботи у театральному відділенні Тель-Авівського університету. Однак в цей час життя театру продовжувалося. Під час одного з приїздів Фрейдліса в Київ було поставлено спектакль «Невістка та ловець метеликів», що був визнаний лауреатом міжнародного фестивалю у м. Акко (Ізраїль, 1993 р.).
У 1995 році ЄМДТ перереєстровано як громадську організацію.
У 2009 р. з ініціативи музичного керівника театру, заслуженого артиста України Анатолія Макаровського театр започаткував цикл шоу-програм «Єврейські пісні та жарти» на основі єврейської класики (пісень на їдиш) та пісень сучасних українських та ізраїльських композиторів.

## Боротьба за приміщення
У січні 2012 року в газеті «Київ Єврейський» було опубліковано відкритий лист колективу театру до Президента України В. Януковича наступного змісту:
|  | Коллектив театра неоднократно обращался к различным высокопоставленных лицам Государства и города Киева по поводу получения единственным в Украине профессиональным еврейским музыкально-драматическим театром статуса театрально-концертного учреждения и возможности пользования государственным или коммунальным имуществом на льготных условиях. Театр имеет свой репертуар и свою аудиторию, и это несмотря на то, что у нас полностью отсутствует репетиционная база и финансирование. Просим Вас обратить внимание на ужасное состояние, в котором вынужден трудиться коллектив театра, посодействовать дальнейшему развитию, не допустить уничтожения единственного в Украине профессионального еврейского театра. |

Попри численні звернення, київська міська влада не знайшла можливості виділити приміщення ЄМДТ. Водночас, у 2013 р. художньому керівнику театру ім. Шолом-Алейхема Авігдору Фрейдлісу було заборонено входити до приміщення департаменту культури при Київській міській державній адміністрації, оскільки він неодноразово вислювлював відверті погрози щодо розправи над співробітниками департаменту.